# LibHaru
libHaru (jap. 春, dt. Frühling) ist eine freie, plattformübergreifende C-Programmbibliothek rein zur Erzeugung von PDF-Dateien, es sind keine Lese- oder Editier-Fähigkeiten implementiert.
Zurzeit (Stand 2014) bestehen keine Absichten, mehr als diese Schreibfähigkeit zu implementieren.
Die Bibliothek befindet sich aktuell (Stand 2014) als einzige Open-Source-Bibliothek zu diesem Thema in aktiver Entwicklung und ist weit verbreitet, die Bibliothek wird auch vom deutschen Finanzamt in der Finanzamts-Software Elster eingesetzt.
libHaru kann sowohl statisch als auch dynamisch gebunden werden.
Für LibHaru werden Bindungsmöglichkeiten bereitgestellt zur Einbindung/Benutzung in anderen verbreiteten Entwicklungsumgebungen Ruby, Embarcadero Delphi / Free Pascal und C# (Microsoft .NET platform), siehe dazu die Informationen auf der Haru-Sourceforge-Site.